# 張璽 (嘉靖進士)
張璽（？年—？年），字仲孚，直隶真定府冀州人，民籍。明朝政治人物。

## 生平
嘉靖元年（1522年）壬午科山西鄉試舉人，嘉靖五年（1526年）丙戌科三甲一百五十六名進士，初任行人司行人，九年七月选授禮科給事中。十一年十二月充副使，册封晋府义宁王。同年七月升陕西按察司佥事，分守关西道，十六年正月升本省按察司副使，十九年八月升山西布政使司右参政。晚年续成《冀州志》。